# Augyles maritimus
Augyles maritimus is een keversoort uit de familie oevergraafkevers (Heteroceridae). De wetenschappelijke naam van de soort is voor het eerst geldig gepubliceerd in 1844 door Guérin-Mèneville.